# قهوه آرزوی مرگ

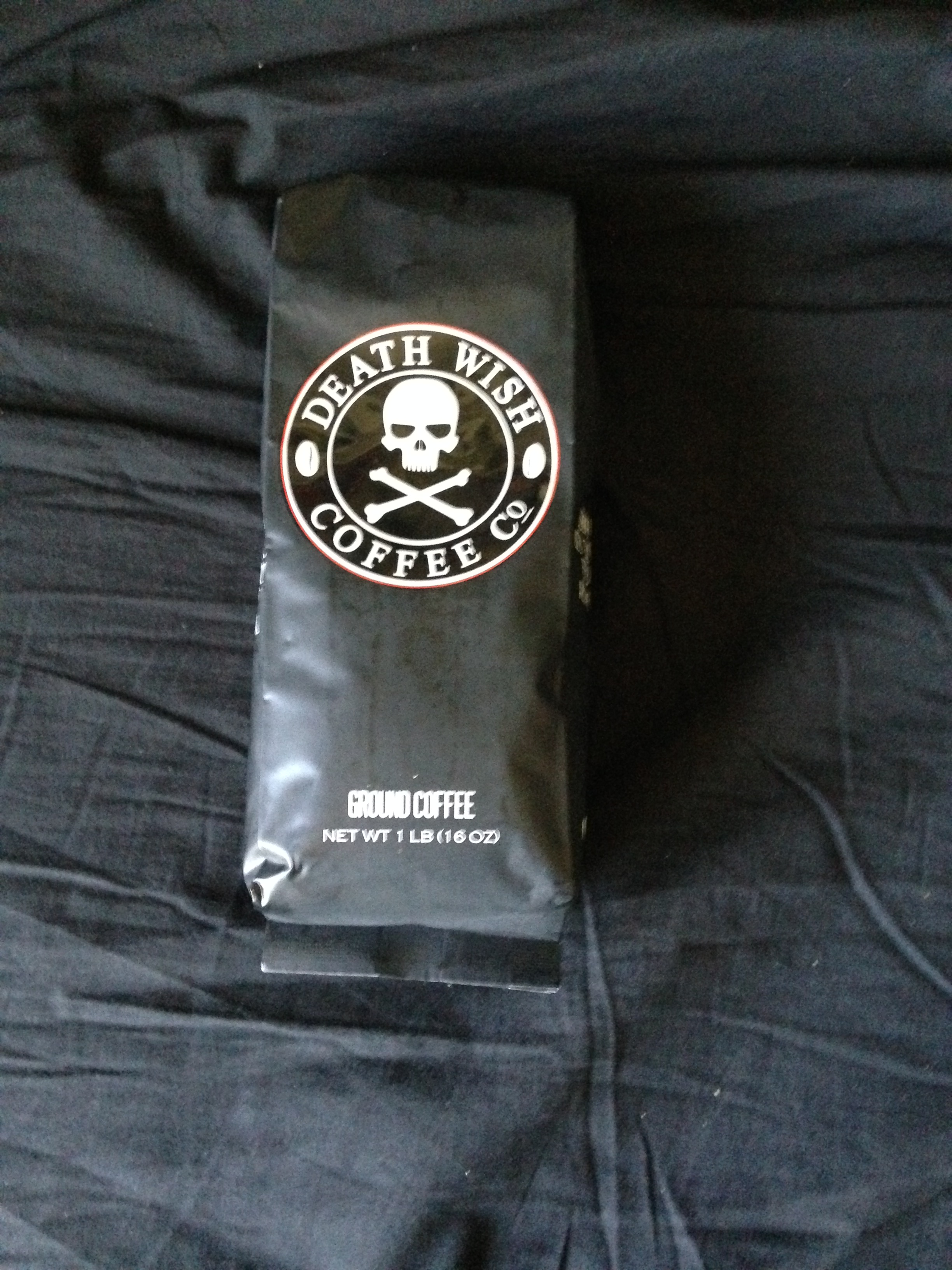
بسته‌ای از قهوه آرزوی مرگ

قهوه آرزوی مرگ (به انگلیسی: Death Wish Coffee) یک شرکت تولید قهوه است که به ادعای خود قویترین نوع قهوه را در دنیا تولید می‌کند که به‌صورت آنلاین به فروش می‌رسد. اما نمایندگی‌های این قهوه در سرتاسر کشور آمریکا محصولات این شرکت را ارائه می‌دهند. این قهوه از دانه‌های قهوه روبوستا (robusta) تهیه می‌شود که این دانه‌ها میزان کافئین بسیار بیشتری نسبت به دانه‌های قهوه عربیکا (Arabica) دارند؛ و به روش مخصوصی بو داده می‌شود. شرکت Death Wish Coffee مدعی است که کافئین قهوه‌هایش سه برابر حد استاندارد است. معمولاً ۱۲ انس قهوه به صورت استاندارد ۲۱۷ میلی‌گرم کافئین در خود دارد؛ اما این میزان کافئین Death Wish در ۱۲ انس معادل ۷۲۸ میلی‌گرم است.
این قهوه در حال حاضر به اصطلاح قوی‌ترین قهوه جهان محسوب می‌شود. و بیشترین کافئین را در انواع قهوه دارد.

## میزان قدرت قهوه
قهوه Death Wish،از دانه‌های قهوه روبوستا(robusta) تهیه می‌شود که این دانه‌ها میزان کافئین بسیار بیشتری نسبت به دانه‌های قهوه عربیکا (Arabica) دارند. اما Death Wish Coffee از دانه‌های روبوستا به‌وجود می‌آید و به روش مخصوصی بو داده می‌شود. به همین دلیل کافئین آن بسیار بیشتر از حد نرمال است. کمپانی Death Wish Coffee مدعی است که کافئین قهوه‌هایش سه برابر حد استاندارد است. معمولاً ۱۲ انس قهوه به صورت استاندارد ۲۱۷ میلی‌گرم کافئین در خود دارد؛ اما این میزان کافئین Death Wish در ۱۲ انس معادل ۶۵۱ میلی‌گرم است. (خود کمپانی میزان کافئینش در ۱۲ انس را ۶۶۰ میلی‌گرم اعلام می‌کند)